# Manuel Gavilán
Manuel Gavilán (né le 30 novembre 1920 et mort le 8 mars 2010) fut un footballeur international paraguayen, qui jouait au poste de défenseur.

## Carrière

### Club
Ce défenseur de métier a principalement évolué durant sa carrière dans le club de la capitale paraguayenne du Club Libertad Asunción.

### International
Avec l'équipe du Paraguay, Gavilán a participé à plusieurs compétitions internationales, comme tout d'abord la Copa América 1947 puis 1949.
Il prend ensuite part à la coupe du monde 1950 au Brésil, deuxième participation pour son pays.
Il fait partie de l'effectif paraguayen qui remporte sa première Copa América, celle de 1953 au Pérou et inscrit un but en finale contre le Brésil.